# Karl Friðleifur Gunnarsson
Karl Friðleifur Gunnarsson (6 luglio 2001) è un calciatore islandese, difensore del Víkingur.

## Carriera

### Nazionale
Vanta 28 presenze e cinque reti nelle rappresentative giovanili dell'Islanda dall'Under-17 all'Under-21.

## Palmarès

### Club

#### Competizioni nazionali
- Campionato islandese: 2

Víkingur: 2021, 2023
- Coppa d'Islanda: 3

Víkingur: 2019, 2021, 2023
- Supercoppa d'Islanda: 2

Víkingur: 2022, 2024